# Herpetineuron toccoae
Herpetineuron toccoae là một loài Rêu trong họ Thuidiaceae. Loài này được (Sull. & Lesq.) Cardot mô tả khoa học đầu tiên năm 1905.